# Mansa (geslacht)
Mansa is een geslacht van insecten uit de orde vliesvleugeligen (Hymenoptera) en de familie Ichneumonidae.

## Soorten
- M. annulicornis (Cameron, 1905)
- M. bakeri Cushman, 1922
- M. bistriata Schmiedeknecht, 1908
- M. conformalis Tosquinet, 1903
- M. faini Benoit, 1954
- M. fraudatrix Benoit, 1954
- M. fulgidipennis (Cameron, 1902)
- M. fulvipennis (Cameron, 1902)
- M. funerea Turner, 1919
- M. goliath Benoit, 1954
- M. longicauda Uchida, 1940
- M. longicaudata Ceballos, 1924
- M. luzonensis Cushman, 1922
- M. major (Szepligeti, 1916)
- M. minor (Szepligeti, 1916)
- M. nigromaculata (Cameron, 1902)
- M. petiolaris Uchida, 1940
- M. pulchricornis Tosquinet, 1903
- M. rufipes (Cameron, 1902)
- M. schoutedeni Benoit, 1954
- M. sicarius (Smith, 1860)
- M. singularis Tosquinet, 1896
- M. tarsalis (Cameron, 1902)
- M. tibialis (Cameron, 1902)
- M. tuberculata (Cameron, 1902)
- M. varicornis (Cameron, 1905)
- M. veda (Cameron, 1897)
- M. volatilis (Smith, 1863)